# Boris Nikolajew
Boris Nikolajew (russisch Борис Николаев) ist ein ehemaliger sowjetischer Skispringer.

## Werdegang
Sein internationales Debüt gab Nikolajew bei der Vierschanzentournee 1957/58. Nachdem er beim Auftaktspringen in Oberstdorf noch einen schwachen 39. Platz erreichte, überraschte er die Konkurrenz mit dem fünften Platz auf der Großen Olympiaschanze in Garmisch-Partenkirchen. Nach dem besten Ergebnis seiner Karriere gelangen Nikolajew in Innsbruck und Bischofshofen nur Plätze im Mittelfeld. In der Gesamtwertung erreichte er mit 772,3 Punkten den 23. Platz.
Bei seiner zweiten und letzten Vierschanzentournee 1963/64 konnte er an das Ergebnis von 1957/58 nur schwer anknüpfen. Bestes Ergebnis war Rang sieben auf der Paul-Außerleitner-Schanze in Bischofshofen. In der Gesamtwertung erreichte Nikolajew den 26. Platz.

## Erfolge

### Vierschanzentournee-Platzierungen
| Saison  | Platz | Punkte |
| ------- | ----- | ------ |
| 1957/58 | 23.   | 772,3  |
| 1963/64 | 26.   | 747,1  |